# Der talentierte Mr. Ripley (Roman)
Der talentierte Mr. Ripley (engl. The Talented Mr. Ripley) ist ein Kriminalroman der US-amerikanischen Autorin Patricia Highsmith aus dem Jahr 1955 und der erste von insgesamt fünf Romanen um die Figur Tom Ripley. 1961 erschien das Buch erstmals in deutscher Sprache unter dem Titel Nur die Sonne war Zeuge, später als Der talentierte Mr. Ripley.

## Handlung
Tom Ripley ist ein junger Mann, der sich in New York mit Gelegenheitsarbeiten und kleinen Betrügereien durchschlägt. Als er von dem reichen Werftbesitzer Herbert Greenleaf gebeten wird, nach Italien zu reisen, um dessen dort in dem (fiktiven) Badeort Mongibello nahe Neapel als Maler dilettierenden Sohn Dickie davon zu überzeugen, in die USA zurückzukehren und sich seinen Verpflichtungen als Firmenerbe zu stellen, sieht Tom dies als willkommene Gelegenheit, seinem alten Dasein zu entfliehen. In Italien angekommen, hat er mit seinem Anliegen keinen Erfolg bei Dickie, drängt sich aber schnell in das Leben Dickies und dessen schriftstellernder Freundin Marge Sherwood hinein. Tom verspürt sowohl eine wachsende Zuneigung zu Dickie als auch den Wunsch, Dickies Leben im Wohlstand für sich selbst zu beanspruchen. Seine Identifikation mit Dickie geht sogar so weit, dass er heimlich Dickies Kleidung anzieht und für sich Szenen spielt, in denen er dessen Rolle einnimmt. Marge wiederum verdächtigt Tom, homosexuell zu sein.
Toms Zeit in Italien scheint sich nach einigen Wochen dem Ende zuzuneigen: Herbert Greenleaf hält Toms Bemühungen für erfolglos und bittet ihn, sie einzustellen, und der Besuch eines alten Freundes von Dickie, Freddie Miles, führt dazu, dass Dickie das Interesse an Tom verliert. Auch Freddie beargwöhnt Toms Motive. Dickie beschließt, Marge wieder mehr Zeit zu widmen und mit ihr und seinem Freundeskreis – ohne Tom – im Winter in den Skiurlaub zu fahren. Während einer letzten gemeinsamen Reise nach Sanremo schmiedet Tom den Plan, Dickie zu ermorden und dessen Identität anzunehmen. Die beiden machen auf Toms Vorschlag einen Ausflug mit einem gemieteten Ruderboot, und Tom erschlägt Dickie auf dem offenen Meer. Anschließend versenkt er die Leiche und lässt das Boot in Strandnähe untergehen.
Tom schickt Marge einen Brief in Dickies Handschrift, in dem dieser Marge darum bittet, sie mögen einander bis auf weiteres nicht mehr sehen, und mietet sich unter Dickies Namen eine Wohnung in Rom. Freddie Miles schöpft jedoch Verdacht. Eine Konfrontation zwischen Tom und ihm endet damit, dass Tom Freddie umbringt. Toms Existenz wird nun zum Katz-und-Maus-Spiel mit der italienischen Polizei, in dem es ihm aber gelingt, sich weiterhin als Dickie auszugeben – bis die Polizei Dickie des Mordes an Freddie Miles verdächtigt. Als Konsequenz beschließt Tom widerwillig, die Verkleidung aufzugeben und nur noch unter seinem eigenen Namen aufzutreten. Bei der Vernehmung durch die Polizei gibt er an, dass er Dickies Verschwinden für einen Selbstmord hält.
Am Ende des Romans findet die Polizei im American-Express-Büro von Venedig Koffer mit einigen von Dickies Habseligkeiten, die Tom unter einem Decknamen dort deponiert hatte, um sich ihrer vorübergehend zu entledigen. Da Tom zu diesem Zeitpunkt in Rom als Dickie bekannt gewesen war, glaubt er nun, aufgrund seiner Fingerabdrücke auf diesen Gegenständen enttarnt zu werden. Außerdem hatte er ein Testament Dickies fingiert, in dem er sich als Alleinerben einsetzte, und dieses an Herbert Greenleaf gesandt, was ihn nun zusätzlich verdächtig machen könnte. Da Tom aber zu diesem Zeitpunkt an Bord eines Schiffs nach Athen geht, erfährt er den Ausgang dieser Geschichte nicht mehr und glaubt fest an seine bevorstehende Enttarnung. In Athen findet er heraus, dass die Polizei seine Fingerabdrücke für die von Dickie hält und Herbert Greenleaf außerdem keinen Einspruch gegen das Testament erhebt. Damit ist Tom frei.

## Hintergrund
Der talentierte Mr. Ripley entstand 1954 in nur sechs Monaten. Als treibende Kraft beim Verfassen des Romans, der sich nach Patricia Highsmiths Aussage quasi wie von selbst schrieb, nannte sie ihre Faszination von der Amoral des Helden: „[Ich zeige] den unzweideutigen Triumph des Bösen über das Gute, und ich freue mich daran.“ Bei einer anderen Gelegenheit gestand sie: „Ich habe selbst einen Hang zum Kriminellen […] Ich habe eine klammheimliche Sympathie für Missetäter […].“
Den ursprünglichen Entwurf, der unter anderem eine Schmugglerbande und mit Rauschgift gefüllte Leichname beinhaltete, reduzierte sie schnell zu einer Studie der spannungsreichen Beziehung zwischen zwei Männern, ein Thema, das sie schon in ihren Romanen Zwei Fremde im Zug und Der Stümper variiert hatte. Highsmith: „Es gibt am Plot von Ripley nichts Spektakuläres, aber das Buch wurde beliebt wegen seiner fieberhaften Prosa und der Frechheit und Kühnheit von Ripley selbst.“ Einige Handlungsmotive entlehnte sie Henry James’ Roman The Ambassadors (dt. Die Gesandten), der auch namentlich im Buch erwähnt wird. Trotz des offen homoerotischen Subtextes beschrieb sie Ripleys Sexualität in einem Interview lediglich als „ein bisschen homosexuell […] sehr gemäßigt“.

## Rezeption
Der Roman wurde bei seinem Erscheinen positiv besprochen. Der New Yorker bezeichnete Tom Ripley als einen der „abstoßendsten und faszinierendsten Charaktere seit langem“ und die Geschichte als „bemerkenswert unmoralisch“. Anthony Boucher im New York Times Book Review lobte den Roman für seine Charaktere und nannte das Ergebnis „gekonnt“, wenngleich „etwas zu lang“.
Nachdenklich äußerte sich dagegen Thomas Wörtche 2009 in Kindlers Literatur Lexikon über die Aufnahme der Ripley-Romane durch die Literaturkritik. Der Plot funktioniere „nur auf Kosten einer starken Realitätsbeugung“. Gut und Böse seien bei der Jedermann-Figur Ripley gleichermaßen vorhanden und könnten daher beliebig „abgerufen werden“. Die Rezeption der Ripley-Romane erscheine ihm „zu eindimensional“: Gerade das Hadern des Protagonisten mit den Folgen seiner Tat, seine Panikattacken und die von ihm empfundene Notwendigkeit, immer weitere Folgetaten zu verüben, um die vorherigen zu verdecken, zeigten, dass er keinen Seelenfrieden finden könne. Die Beschreibung Ripleys als „eiskalt“ oder als amoralisch gehe daher fehl.
1957 erhielt das Buch den französischen Grand prix de littérature policière für den besten fremdsprachigen Kriminalroman; zudem war es für den Edgar Allan Poe Award der Mystery Writers of America nominiert.

## Fortsetzungen
Die Autorin ließ ihren Protagonisten in vier weiteren Büchern wieder auftreten:
- Ripley Under Ground (1970)
- Ripley’s Game oder Der amerikanische Freund (1974)
- Der Junge, der Ripley folgte (1980)
- Ripley Under Water (1991)

## Übersetzungen
1961 wurde The Talented Mr. Ripley erstmals ins Deutsche übersetzt, die Übersetzung besorgte Barbara Bortfeldt. Sie war – laut Anna von Planta, Mitherausgeberin der 2002 neu edierten Ausgabe – gegenüber der Originalausgabe leicht gekürzt und wurde für die erste Diogenes-Ausgabe von 1971 leicht überarbeitet. Im Zuge der ab 2002 von Diogenes veröffentlichten Neuausgaben von Highsmiths Romanen erfolgte eine „erstmals vollständige“ Neuübersetzung von Melanie Walz. Jedoch erlaubte sich auch diese Freiheiten und Auslassungen gegenüber dem Original:
Tom stood up and brought the oar down again, sharply, all his strength released like the snap of a rubber band. “For God's sake!” Dickie mumbled, glowering, fierce, though the blue eyes wobbled, losing consciousness. […] Tom got a bayonet grip on the oar and plunged its handle into Dickie's side. Then the prostrate body relaxed, limp and still.
– Originalfassung
Tom stand auf und ließ das Ruder noch einmal herabsausen, scharf, mit voller Wucht, so wie ein Gummiball zurückschnellt. »Um Gottes willen!« murmelte Dickie mit stierem Blick, grimmig, aber die blauen Augen verschwammen, er verlor das Bewußtsein. […] Tom packte das Ruder im Bajonettgriff und trieb die Stange in Dickies Weiche. Jetzt endlich entspannte sich der mißhandelte Körper, lag schlaff und still.
– Übersetzung von Barbara Bortfeldt
Tom stand auf und ließ das Ruder mit völlig unvermuteter Kraft erneut niederkrachen. »Was tust du da?« murmelte Dickie drohend und erbost, doch der Blick seiner blauen Augen verschwamm, und er verlor das Bewußtsein. […] Tom ergriff das Ruder mit beiden Händen und rammte Dickie den Griff in die Seite. Jetzt blieb der Körper ruhig liegen, schlaff und reglos.
– Neuübersetzung von Melanie Walz

## Ausgaben
- The Talented Mr. Ripley, Coward-McCann, New York 1955
- The Talented Mr. Ripley, Cresset Press, London 1957
- Nur die Sonne war Zeuge, übersetzt von Barbara Bortfeldt, Rowohlt, Reinbek bei Hamburg 1961
- Der talentierte Mr. Ripley, Diogenes, Zürich 1971
- Der talentierte Mr. Ripley, Dtv, München 1974
- Der talentierte Mr. Ripley, Das Neue Berlin, Berlin 1975
- Der talentierte Mr. Ripley, Diogenes, Zürich 1979
- Der talentierte Mr. Ripley, übersetzt von Melanie Walz, Diogenes, Zürich 2002
- Der talentierte Mr. Ripley, RM Buch und Medien, Gütersloh 2007

## Adaptionen

### Adaptionen
- 1960: Nur die Sonne war Zeuge – Frankreich/Italien, Regie: René Clément, mit Alain Delon als Tom Ripley und Maurice Ronet als Philippe Greenleaf
- 1999: Der talentierte Mr. Ripley – USA/Italien, Regie: Anthony Minghella, mit Matt Damon als Tom Ripley und Jude Law als Dickie Greenleaf
- 2024: Ripley (Fernsehserie) – USA, Regie: Steven Zaillian, mit Andrew Scott als Tom Ripley und Johnny Flynn als Dickie Greenleaf

### Radio, Theater u.a.
- 1989: Der talentierte Mr. Ripley (Hörspiel) – BRD, Hessischer Rundfunk, Regie und Adaption: Bernd Lau, mit Michael Quast als Tom Ripley
- 2009: The Talented Mr. Ripley (Hörspiel) – Großbritannien, BBC, Regie: Claire Grove, Adaption: Stephen Wyatt, mit Ian Hart als Tom Ripley und Stephen Hogan als Dickie Greenleaf
- 2010: The Talented Mr. Ripley (Theaterstück) – Großbritannien, Northamptons Royal & Derngate Theatre, Regie: Raz Shaw, Adaption: Phyllis Nagy, mit Kyle Soller als Tom Ripley und Sam Heughan als Dickie Greenleaf